# Thomas Murray (pintor)
Thomas Murray o Murrey (1663-Londres, 1734), fue un destacado retratista escocés.

## Vida
Thomas Murray recibió sus primeras lecciones de arte de un miembro de la familia De Critz. Posteriormente, se convirtió en alumno de John Riley; al igual que su maestro, Murray era solo un pintor de rostros, dejando el resto del cuadro para que lo completaran otros.
Murray tuvo éxito financieramente. Murió en junio de 1734, sin dejar hijos, y legó su dinero a un sobrino, con instrucciones de que su monumento, con un busto, se erigiera en la Abadía de Westminster, siempre que no costara demasiado. Sin embargo, su sobrino, creyendo en su palabra, lo enterró en St. Paul's, Covent Garden, y encontró que el monumento era demasiado caro para erigirlo.

## Obras
Murray contribuyó con un autorretrato a la Galería de los Uffizi, Florencia, en una visita a Italia en 1708. Como muchos de sus retratos, fue grabado.
Entre sus clientes estaban:
- El rey Guillermo y la reina María (colgados en Fishmongers 'Hall, Londres) y la reina Ana (de cuerpo entero, sentada, colgada en el ayuntamiento de Stratford-upon-Avon).
- El príncipe Jorge de Hesse-Darmstadt.
- Los obispos John Buckeridge y Edmundo Gibson.
- Christopher Monck, segundo duque de Albemarle (una obra temprana) y Henry St John, vizconde de Bolingbroke.
- William Dampier, Sir John Pratt, Sir Hans Sloane (colgado en el Royal College of Physicians), Edmund Halley (colgado en la Royal Society), Philip Frowde y otros.[1]